# كارل ماغنوس نيومان
كارل ماغنوس نيومان (بالنرويجية البوكمول: Carl Magnus Neumann)‏ هو عازف ساكسفون نرويجي، ولد في 31 يوليو 1944 في أوسلو في النرويج.

## وصلات خارجية
- كارل ماغنوس نيومان على موقع ميوزك برينز (الإنجليزية)
- كارل ماغنوس نيومان على موقع ديسكوغز (الإنجليزية)